# 布朗沃斯湖
77°26′S 162°46′E / 77.433°S 162.767°E
布朗沃斯湖是南極洲的湖泊，位於維多利亞地，處於萊特下冰川以西，美國地質調查局根據測量和該國海軍的空中照片繪入地圖，現時由南極條約體系管理。